# Jenna Santoromito
Jenna Santoromito, née le 21 janvier 1987 à Sydney, est une joueuse australienne de water-polo. Elle est la sœur de Mia Santoromito, elle aussi joueuse de water-polo.

## Palmarès
- Jeux olympiques d'été de 2008 à Pékin
  -  médaille de bronze au tournoi olympique